# Município de Knox (condado de Holmes, Ohio)
O município de Knox (em inglês: Knox Township) é um município localizado no condado de Holmes no estado estadounidense de Ohio. No ano de 2010 tinha uma população de 1.117 habitantes e uma densidade populacional de 15,45 pessoas por km².

## Geografia
O município de Knox encontra-se localizado nas coordenadas 40° 33′ 23″ N, 82° 08′ 22″ O. Segundo a Departamento do Censo dos Estados Unidos, o município tem uma superfície total de 72.29 km², da qual 72,05 km² correspondem a terra firme e (0,33 %) 0,24 km² é água.

## Demografia
Segundo o censo de 2010, tinha 1.117 habitantes residindo no município de Knox. A densidade populacional era de 15,45 hab./km². Dos 1.117 habitantes, o município de Knox estava composto pelo 97,67 % brancos, o 0,09 % eram afroamericanos, o 0,54 % eram asiáticos, o 0,45 % eram de outras raças e o 1,25 % eram de uma mistura de raças. Do total da população o 1,16 % eram hispanos ou latinos de qualquer raça.